# Ивановка (Братский район)
Ивановка (укр. Іванівка, до 2016 г. — Ильичовка) — село в Братском районе Николаевской области Украины.
Переименована при Хрущёве приблизительно в 1964 году в Ильичёвку . Население по переписи 2001 года составляло 520 человек. Почтовый индекс — 55472. Телефонный код — 5131. Занимает площадь 1,704 км².

## Местный совет
55472, Николаевская обл., Братский р-н, с. Ивановка, ул. Южная, 13